# Kino Wilda
Kino Wilda – poznańskie kino działające w latach 1962-2005 przy ulicy Wierzbięcice (do początku lat 90. ul. Gwardii Ludowej) na Wildzie, na obszarze jednostki pomocniczej Osiedle Wilda.

## Historia
„Wilda” była pierwszym nowym kinem, jakie powstało w Poznaniu po II wojnie światowej. Jego budowę rozpoczęto w 1955 roku, dla publiczności otwarto je w sobotę 15 września 1962 roku. W repertuarze znalazło się wtedy Siedmiu wspaniałych, western, który zapewnił „Wildzie” dużą frekwencję w pierwszych tygodniach działalności. Po siedmiu latach od otwarcia „Wilda” została przebudowana, a jej aparatura unowocześniona, dzięki czemu mogła odtwarzać 70 mm taśmę z sześciokanałowym odtwarzaniem dźwięku z rejestracją magnetyczną.
W pierwszej połowie lat 90. XX w. usunięto pierwsze rzędy na parterze i balkonie, zmniejszając liczbę miejsc z 758 do 642. Na początku 1999 roku kino przeszło gruntowny remont (kosztujący 3,5 mln zł). Zmieniono kolorystykę i wystrój sal oraz holu, uruchomiono szatnię i kawiarnię. Poprawiły się warunki techniczne (wielkość ekranu, jakość dźwięku) oraz komfort oglądania (zamontowano klimatyzację i wymieniono fotele). Tak wyremontowane kino miało, w intencji właściciela, firmy Film-Art, stać się najbardziej reprezentacyjnym kinem w mieście (rolę tę przejmowało po likwidowanym Kinie „Bałtyk”). Wyremontowaną „Wildę” otwarto 13 lutego 1999 roku, uroczystą premierą Ogniem i mieczem.
Z czasem kino zaczęło mieć problemy finansowe. W 2003 roku ze względu na zaległości finansowe Film-Artu wobec Warner Bros. nie odbyła się zaplanowana premiera filmu Matrix Reaktywacja. Aby zwiększyć dochody salę kinową wynajmowano na występy kabaretowe. W 2005 zdecydowano się zrezygnować całkowicie z projekcji filmów. Ostatni seans odbył się 31 marca 2005 roku, wyświetlono wtedy film Bardzo długie zaręczyny. W seansie uczestniczyło ok. 50 widzów, w większości nieświadomych, że „Wilda” zostanie zamknięta. Projektory przestały działać o godzinie 22:14. Sala kina miała już wyłącznie służyć jako scena kabaretowa.
W pierwszej połowie 2006 roku próbowano reaktywować kino, dołączając do występów kabaretowych i teatralnych również projekcje nowych i starszych filmów, a także wyświetlanie meczów piłkarskich na wielkim ekranie, jednak w sierpniu 2006 syndyk masy upadłościowej firmy Film-Art ogłosił przetarg na zakup budynku. Za ok. 1,8 mln zł kupiła go spółka Jerónimo Martins; działa tam sklep sieci „Biedronka”.
8 listopada 2014 roku na dachu nad dawnym wejściem do kina zamontowano nowy neon z nazwą kina; podczas jego uroczystego zapalenia obecny był tłum poznaniaków i Orkiestra Miasta Poznania, akompaniująca muzyką filmową.